# Italia all'XI Universiade
L'Italia ha partecipato alla XI Universiade, tenutasi a Bucarest dal 19 al 30 luglio 1981, conquistando un totale di tredici medaglie.

## Medagliere per discipline
| Sport            | Oro | Argento | Bronzo | Totale |
| ---------------- | --- | ------- | ------ | ------ |
| Atletica leggera | 3   | 3       | 2      | 8      |
| Scherma          | 3   | 0       | 1      | 4      |
| Tennis           | 0   | 1       | 0      | 1      |
| Totale           | 6   | 4       | 3      | 13     |

### Dettaglio
| Sport            | Oro                              | Argento                                               | Bronzo                             |
| ---------------- | -------------------------------- | ----------------------------------------------------- | ---------------------------------- |
| Atletica leggera | Maurizio Damilano (20 km marcia) | Carlo Mattioli (20 km marcia)                         | Mariano Scartezzini (3000 m siepi) |
| Atletica leggera | Gabriella Dorio (1500 m)         | Marisa Masullo (200 m)                                | Sraffetta 4x 100 m                 |
| Atletica leggera | Sara Simeoni (salto in alto)     | Gabriella Dorio (800 m)                               | Mariano Scartezzini (3000 m siepi) |
|                  |                                  |                                                       |                                    |
| Scherma          | Squadra fioretto maschile        |                                                       | Federico Cervi (fioretto)          |
| Scherma          | Giovanni Scalzo (sciabola)       |                                                       | Federico Cervi (fioretto)          |
| Scherma          | Squadra sciabola maschile        |                                                       | Federico Cervi (fioretto)          |
|                  |                                  |                                                       |                                    |
| Tennis           |                                  | Angelo Binaghi Raimondo Ricci Bitti (doppio maschile) |                                    |